# Евфимий (Елиев)
Епи́скоп Евфи́мий (в миру Евста́фий Плато́нович Елиев, груз. ესტატე პლატონის ძე ელიევი или Елиашвили, груз. ელიაშვილი; 1846, Авчала — 1918, Москва) — епископ Русской православной церкви, епископ Балахнинский, викарий Нижегородской епархии.

## Биография
В 1865 году окончил Тифлисскую духовную семинарию и 9 сентября определён преподавателем духовного училища в Тифлисе.
5 января 1866 года рукоположен во иерея и приписан к Марининской Авлабарской церкви, где протоиереем и настоятелем был его отец.
С 5 января 1873 года был помощником смотрителя Тифлисского духовного училища, настоятелем церкви и законоучителем женского учебного заведения Св. Нины.
В 1880 году — законоучитель Тифлисской мужской гимназии.
В 1884 году возведён в сан протоиерея Сионского кафедрального собора в Тифлисе.
В 1891 году уволен от должности кафедрального протоиерея и от преподавания в гимназиях.
Цензор «Духовного вестника Грузинского экзархата» и журнала «Пастырь».
С 1892 года — член Грузино-Имеретинской Синодальной Конторы.
С 1 сентября 1902 года — настоятель Кашветской Георгиевской церкви в Тифлисе.
19 ноября 1903 года пострижен в монашество, возведён в сан архимандрита и назначен настоятелем Тифлисского Преображенского монастыря.
Решением Святейшего Правительствующего Синода, по Всеподданнейшему докладу, который 26 ноября 1903 года был утверждён Императором Николаем II, архимандриту Евфимию определено было стать епископом Алавердским, вторым викарием Грузинской епархии, с сохранением за ним штатного содержания на должности члена Грузинско-Имеретинской Синодальной конторы.
31 ноября 1903 года хиротонисан во епископа Алавердского, викария Грузинской епархии. Хиротония состоялась в Свято-Троицком соборе Александр-Невской Лавры. Чин хиротонии совершали: митрополит Санкт-Петербургский Антоний (Вадковский), митрополит Московский Владимир (Богоявленский), архиепископ Карталинский Алексий (Опоцкий), епископ Ямбургский Сергий (Страгородский), епископ Алекутский и Северо-Американский Тихон (Беллавин), Калужский и Боровский Вениамин (Муратовский) и Якутский и Вилюйский Никанор (Надеждин).
С 19 мая 1905 года — епископ Горийский, первый викарий Грузинской епархии.
В июне 1906 году участвовал в Комиссии Предсоборного Присутствия и, как не поддержавший крайних притязаний по вопросу Грузинской автокефалии, не мог возвратиться в Тифлис, а потому и назначен в Нижегородскую епархию.
С 10 ноября 1906 года — епископ Балахнинский, викарий Нижегородской епархии.
29 мая 1909 года уволен на покой, согласно прошению.
С 2 июня 1909 года управлял, на правах настоятеля, Московским Заиконоспасским ставропигиальным монастырём.
28 октября 1911 года назначен на должность сверхштатного члена Московской Св. Синодальной Конторы.
В 1913 году упоминается настоятелем Тифлисского Спасо-Преображенского монастыря.
С 15 июля 1914 года — наместник Московского Новоспасского монастыря.
Скончался в 1918 году. Причина и дата смерти неизвестны. С 1918 года на территории Московского Новоспасского монастыря была размещена тюрьма для неугодных новой власти. По всей вероятности, в ней и скончался Преосвященный Евфимий.